# 伊藤弘昌
伊藤 弘昌（いとう ひろまさ、1943年8月31日 - ） は、日本の工学者。専門は電子工学。東北大学名誉教授。元電子情報通信学会エレクトロニクスソサイエティ会長。東北日米協会会長。

## 人物・経歴
東京都生まれ。海軍技術研究所の無線技術者であった伊藤庸二の四男。兄に、千葉県御宿町長をつとめた伊藤治昌、ハーモニック・ドライブ・システムズ代表取締役会長の伊藤光昌などがいる。
1966年東北大学工学部通信工学科卒業。1971年米澤記念学術奨励賞受賞。1972年東北大学大学院工学研究科電子工学専攻博士課程修了、工学博士。同年東北大学電気通信研究所助手。1875年日本学術振興会海外長期派遣研究員としてスタンフォード大学客員研究員に就任。1982年東北大学電気通信研究所助教授。1989年電子情報通信学会論文賞受賞。
1993年東北大学電気通信研究所教授（量子電子工学研究部門担当）。1994年東北大学電気通信研究所教授（コヒーレ ントウェーブ工学研究部門応用量子光学研究分野担当）。2000年レーザー学会論文賞受賞。2004年東北大学電気通信研究所教授（ブロードバンド工学研究部門応用量子光学研究分野担当）。1998年理化学研究所フォトダイナミクス研究センターチームリーダー兼務。
2001年東北大学未来科学技術共同研究センター副センター長、電子情報通信学会エレクトロニクスソサイエティ会長。2002年東北大学未来科学技術共同研究センター長、応用物理学会東北支部長。2003年東北大学知的財産本部知的財産部長。2004年東北大学電気通信研究所長。
2005年科学技術振興機構戦略的創造研究推進事業さきがけ研究領域「光の創成・操作と展開」研究総括兼務、理化学研究所フロンティア研究システムテラヘルツ光研究プログラムテラヘルツ光源研究チームリーダー兼務。2007年東北大学名誉教授。2012年光産業技術振興協会櫻井健二郎氏記念賞受賞。2017年レーザー技術総合研究所泰山賞レーザー功績賞受賞。2019年東北日米協会会長。